# Samuel Hitchcock

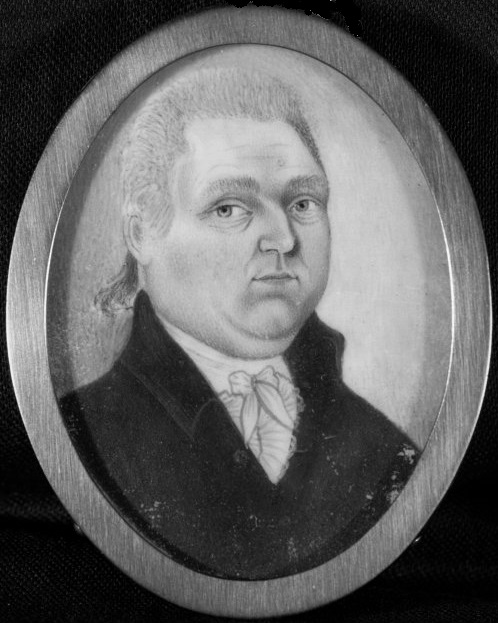
Samuel Hitchcock

Samuel Hitchcock (* 23. März 1755 in Brimfield, Province of Massachusetts Bay; † 20. November 1813 in Burlington, Vermont) war ein US-amerikanischer Jurist und Politiker. Er war der Schwiegersohn von Ethan Allen.

## Leben
Samuel Hitchcock wurde als Sohn von Noah und Mary Hitchcock in Brimfield, Massachusetts geboren. Er schloss im Jahr 1777 das Harvard College ab. Er erhielt die Zulassung zum Anwalt und arbeitete in Worcester, Massachusetts.
Er zog im Jahr 1785 nach Manchester, Vermont und im Jahr 1786 nach Burlington, wo er ebenfalls als Anwalt tätig war. Von 1787 bis 1790 war Hitchcock District Attorney für das Chittenden County. Danach wurde Hitchcock zum ersten Vermont Attorney General gewählt. Seine Amtszeit ging von 1790 bis 1793. Gleichzeitig war er von 1789 bis 1793 Mitglied des Repräsentantenhauses von Vermont. Auch war er Friedensrichter in Burlington.
Im Jahr 1791 war Hitchcock einer der Delegierten der Versammlung von Vermont, welche die Verfassung der Vereinigten Staaten ratifizierte und somit Vermont den Weg ebnete, der 14. Staat der Vereinigten Staaten zu werden.
Hitchcock verfasste die Gründungsurkunde der University of Vermont und gehörte zu den ersten Mitgliedern des Kuratoriums und war über längere Zeit der Schriftführer des Kuratoriums.
Er gehörte im Jahr 1792 zum Electoral College der Präsidentenwahl von George Washington. Er gab seine Stimmzettel für den ersten Präsidenten Washington und für den ersten Vizepräsidenten und späteren zweiten Präsidenten John Adams ab.
Hitchcock erhielt am 3. September 1793 ein Recess Appointment durch Präsident Washington für einen Sitz im United States District Court for the District of Vermont als Nachfolger von Nathaniel Chipman. Er wurde am 27. Dezember 1793 offiziell nominiert und bestätigt durch den Senat der Vereinigten Staaten am 30. Dezember 1793.
Am 18. Februar 1801 wurde Hitchcock durch Präsident John Adams für einen Sitz im neu geschaffenen United States Circuit Court nominiert, ein Gericht der zweiten Instanz. Es wurde geschaffen durch den 2 Stat. 89, auch bekannt als der Midnight Judges Act. Hitchcock wurde dieser Sitz am 20. Februar 1801 zuerkannt und erhielt seine Bestätigung noch am gleichen Tag. Seine Amtszeit endete am 1. Juli 1802 als das Gesetz durch ein anderes aufgehoben wurde, welches die Bildung von Circuit Courts der Bundesstaaten ermöglichte. Hitchcock kehrte anschließend nach Burlington und Vergennes, Vermont zurück und nahm seine Tätigkeit als Anwalt bis zu seinem Tode dort erneut auf.
Hitchcock starb in Burlington am 20. November 1813. Sein Grab befindet sich auf dem Burlington’s Elmwood Cemetery.

## Familie
Samuel Hitchcock war mit Lucy Caroline Allen (1768–1842), der Tochter von Ethan Allen verheiratet. Zu den Kindern, die das Erwachsenenalter erreichten, gehören:
- Lorraine Allen Hitchcock (1790–1815)[7]

- Henry Hitchcock (1791–1839), oberster Richter am Alabama Supreme Court[8]

- Mary Anne Hitchcock (1796–1823)[9][10]

- Ethan Allen Hitchcock (1798–1870), General der United States Army[11]

- Caroline P. Hitchcock (1796–1822)[12]

- Samuel Hitchcock (1808–1851)[13]